# FC LeRK Brno
FC LeRK Brno – pierwotnie czechosłowacki następnie czeski klub piłkarski z siedzibą w mieście Brno, działający w latach 1910–1995, grający w niegdyś w pierwszej lidze czechosłowackiej.

## Historia
Klub został założony w 1910 roku. Największym sukcesem klubu był awans do pierwszej ligi czechosłowackiej w sezonie 1960/1961. Grał w niej przez jeden sezon. Po rozpadzie Czechosłowacji grał w drugiej lidze czeskiej (1993-1995). Po sezonie 1994/1995 został rozwiązany.

## Historyczne nazwy
- 1910 – Sparta Královo Pole
- 1922 – SK Královo Pole (Sportovní klub Královo Pole)
- 1948 – ZK Sokol GZ Královo Pole (Závodní klub Sokol Gottvaldovy závody Královo Pole)
- 1948 – Sokol Královo Pole
- 1953 – DSO Spartak Královo Pole (Dobrovolná sportovní organisace Spartak Královo Pole)
- 1954 – TJ Spartak Královo Pole Brno (Tělovýchovná jednota Spartak Královo Pole Brno)
- 1961 – TJ Spartak KPS Brno (Tělovýchovná jednota Spartak Královopolské strojírny Brno)
- 1963 – TJ KPS Brno (Tělovýchovná jednota Královopolské strojírny Brno)
- 1978 – TJ KS Brno (Tělovýchovná jednota Královopolské strojírny Brno)
- 1993 – FC LeRK Brno (Football Club LeRK Brno)

## Historia występów w pierwszej lidze
| Sezon     | Pozycja      | M  | Pkt. | Z | R | P  | GZ | GS |
| --------- | ------------ | -- | ---- | - | - | -- | -- | -- |
| 1961/1962 | 14. (spadek) | 26 | 5    | 1 | 3 | 22 | 22 | 97 |

## Stadion
Domowe mecze klub rozgrywał na stadionie o nazwie Městský fotbalový stadion Srbská, położonym w mieście Brno. Stadion mógł pomieścić 12550 widzów.